# One to Another
"One to Another" é uma canção da banda britânica The Charlatans. Foi o primeiro single de seu quinto álbum de estúdio, Tellin' Stories (1997), e o primeiro após a morte do tecladista Rob Collins. É a canção mais bem-sucedida do grupo nas paradas britânicas, alcançando a terceira posição na parada de singles do Reino Unido. "One to Another" apresenta loops de bateria fornecidos por Tom Rowlands, do The Chemical Brothers.
Em 2022, Pixey e Mint Royale lançaram uma regravação que serviu como tema do canal BT Sport para a temporada 2022-23 da Premier League.

## Lista de faixas
Todas as faixas foram compostas por Martin Blunt, Jon Brookes, Tim Burgess, Mark Collins, Rob Collins.
CD single britânico
1. "One to Another"
2. "Two of Us"
3. "Reputation"

Vinil 7 polegadas e single cassete britânicos
1. "One to Another" – 4:32
2. "Two of Us" – 4:07

## Créditos
Créditos adaptados do encarte de Tellin' Stories.
Estúdios
- Gravado e mixado no Monnow Valley Studios (Rockfield, País de Gales)
- Parcialmente gravado no Rockfield Studios (Rockfield, País de Gales)

Ficha técnica
- The Charlatans – produção
  - Martin Blunt – composição, baixo
  - Jon Brookes – composição, bateria
  - Tim Burgess – composição, vocal
  - Mark Collins – composição, guitarra
  - Rob Collins – composição, vocal, teclado
- Martin Duffy – teclado
- Dave Charles – percussão, produção, engenharia
- Tom Rowlands – loops

## Posição nas paradas musicais
| Parada (1996)                    | Melhor posição |
| -------------------------------- | -------------- |
| Europa (Eurochart Hot 100)       | 33             |
| Irlanda (IRMA)                   | 25             |
| Escócia (Scottish Singles Chart) | 1              |
| Suécia (Sverigetopplistan)       | 59             |
| Reino Unido (UK Singles Chart)   | 3              |

| Parada (1996)     | Posição |
| ----------------- | ------- |
| Reino Unido (OCC) | 96      |

## Certificações
| Região            | Certificação | Vendas   |
| ----------------- | ------------ | -------- |
| Reino Unido (BPI) | Prata        | 200,000^ |
|                   |              |          |

## Histórico de lançamentos
| Região         | Data                 | Formato(s)                   | Gravadora(s)    | Ref.   |
| -------------- | -------------------- | ---------------------------- | --------------- | ------ |
| Reino Unido    | 26 de agosto de 1996 | vinil 7 polegadas CD cassete | Beggars Banquet | [ 15 ] |
| Estados Unidos | 30 de junho de 1997  | rádios alternativas          | MCA             | [ 16 ] |